# Тургул, Явуз
Явуз Тургул (род. 5 апреля 1946, Стамбул, Турция) —турецкий режиссёр и сценарист.

## Биография
Окончил институт журналистики при Стамбульском университете. Работал журналистом, затем начал писать сценарии к фильмам. Впервые стал известен в конце 70-х — начале 80-х годов, когда по написанными Тургулом сценариям режиссёрами Эртемом Эгилмезом и Карталом Тибетом был снят ряд комедий. В этот период были написаны сценарии к таким фильмам, как «Тосун-паша» (1976), «Султан» (1978) и «Hababam Sınıfı Güle Güle» (1981).
В 1980-х годах успех Тургула упрочился. Явуз Тургул получил премию «Золотой апельсин» в номинации «За лучший сценарий» за фильм «Цветочный Аббас», снятый Синаном Четином. Также Тургул дебютировал в качестве режиссёра с фильмом «Фахрийе Абла». Явуз Тургул вторично получил премию «Золотой апельсин» в номинации «За лучший сценарий» за сценарий к фильму «Ага», снятый Несли Чёлгеченом. Также в этот период Тургул получил премию «Золотой апельсин» в номинациях «За лучший фильм» и «За лучший сценарий», а также ряд призов кинофестивалей, включая кинофестивали в Стамбуле и Сан-Себастьяне, за фильм «Мухсин», который, по мнению Рекина Тексоя «является самым важным» фильмом Тургула.
В 1990-х годах Тургул написал сценарии к таким фильмам, как «Aşk Filmlerinin Unutulmaz Yönetmeni» (1990) и «Gölge Oyunu» (1992), за последний из них Тургул получил премию «Золотой апельсин» в номинациях «За лучший фильм» и «За лучший сценарий». Затем он снял фильм «Бандит» (1996), ставший коммерчески успешным и «вернувший зрителей в кресла кинотеатров», а также сделавший Тургула «пионером бокс-офиса в этот период», также за этот фильм он получил премию «Золотой Дельфин».

### Личная жизнь
Женат на актрисе Итыр Эсен, двое детей.

## Фильмография
| Фильмы | Фильмы                                                                         | Фильмы      | Фильмы      | Фильмы      | Фильмы                                                                                |
| Год    | Название                                                                       | Credited as | Credited as | Credited as | Примечания                                                                            |
| Год    | Название                                                                       | Режиссёр    | Продюсер    | Сценарист   | Примечания                                                                            |
| ------ | ------------------------------------------------------------------------------ | ----------- | ----------- | ----------- | ------------------------------------------------------------------------------------- |
| 1976   | Тосун-паша                                                                     |             |             | Да          |                                                                                       |
| 1978   | Султан                                                                         |             |             | Да          |                                                                                       |
| 1979   | Erkek Güzeli Sefil Bilo                                                        |             |             | Да          |                                                                                       |
| 1979   | Banker Bilo                                                                    |             |             | Да          |                                                                                       |
| 1981   | Davaro                                                                         |             |             | Да          |                                                                                       |
| 1981   | Hababam Sınıfı Güle Güle                                                       |             |             | Да          |                                                                                       |
| 1982   | Цветочный Аббас (тур. Çiçek Abbas)                                             |             |             | Да          | Выиграл премию Золотой Апельсин в номинации «За лучший сценарий»                      |
| 1982   | İffet                                                                          |             |             | Да          |                                                                                       |
| 1983   | Aşk Kadını                                                                     |             |             | Да          |                                                                                       |
| 1983   | Şekerpare                                                                      |             |             | Да          |                                                                                       |
| 1984   | Фахрийе Абла                                                                   | Да          |             | Да          |                                                                                       |
| 1985   | Züğürt Ağa                                                                     |             |             | Да          | Выиграл премию Золотой Апельсин в номинации «За лучший сценарий»                      |
| 1987   | Мухсин (тур. Muhsin Bey)                                                       | Да          |             | Да          | Выиграл премию Золотой Апельсин в номинациях «За лучший фильм» и «За лучший сценарий» |
| 1990   | Aşk Filmlerinin Unutulmaz Yönetmeni (тур. Aşk Filmlerinin Unutulmaz Yönetmeni) | Да          |             | Да          |                                                                                       |
| 1993   | Gölge Oyunu (тур. Gölge Oyunu)                                                 | Да          |             | Да          | Выиграл премию Золотой Апельсин в номинациях «За лучший фильм» и «За лучший сценарий» |
| 1996   | Бандит (тур. Eşkıya)                                                           | Да          | Да          | Да          |                                                                                       |
| 2005   | Душевная рана (тур. Gönül Yarası)                                              | Да          |             | Да          |                                                                                       |
| 2007   | Kabadayı (тур. Kabadayı)                                                       |             |             | Да          |                                                                                       |
| 2010   | Av Mevsimi (тур. Av Mevsimi)                                                   | Да          |             | Да          |                                                                                       |